# レイ・アンダーソン
レイ・アンダーソン（Ray Anderson、1952年10月16日 - ）は、アメリカのジャズ・トロンボーン奏者。シカゴ交響楽団のトロンボーン奏者から訓練を受けた彼は、楽器の限界を押し上げる人物と見なされている。トロンボーン奏者ジョージ・ルイスの同じポジションにある。アンダーソンもまたスーザフォンを演奏して歌を歌う。1980年代後半から1990年代初頭にかけて『ダウン・ビート』誌の批評家投票で最高のトロンボーン奏者として頻繁に選ばれた。

## 略歴
カリフォルニアで学んだ後、1973年にニューヨークへと移り、フリーランスになった。1977年に、アンソニー・ブラクストンのカルテット（ジョージ・ルイスの後任）に加わり、バリー・アルトシュルのグループで働き始めた。1970年代後半から自身のグループ（ファンク志向のスリッカフォニクスを含む）を率いることに加えて、アンダーソンはジョルジュ・グルンツのコンサート・ジャズ・バンドと協力してきた。1990年代に、彼は時として、ユーモアのあるボーカルを取り始めた。その間、彼は（短三度離れている）2つの音を同時に歌う能力を示している。
アンダーソンは、デヴィッド・マレイ、チャーリー・ヘイデンのリベレイション・ミュージック・オーケストラ、ドクター・ジョン、ルーサー・アリソン、ベニー・ウォレス、ジェリー・ヘミングウェイ、ヘンリー・スレッギル、ジョン・スコフィールド、ロスコー・ミッチェル、ランディー・サンドクのインサイド・アウト・バンド、サム・リヴァースのリヴビー・オーケストラ、ボビー・プレヴァイト、ジョージ・ラッセルらと共演してきた。アンダーソンは、デイヴ・バルジュロンとデイヴ・テイラーと共にジム・ピューのスーパー・トロンボーンでメンバーを務めている。彼は、一連のソロ・トロンボーン・コンサートのために国立芸術基金から助成金を受けた。
アンダーソンは、インスピレーションを得るためにニューオリンズ音楽への初期の愛情に頻繁に戻ってきた。チューバ奏者のボブ・スチュワートまたはスーザフォン奏者のマット・ペリーヌとトランペット奏者のルー・ソロフをフィーチャーした彼のアリゲーター・バンドとポケット・ブラス・バンドは、その伝統に根ざしている。2003年以来、彼はストーニーブルック大学で教鞭を執っている。

## ディスコグラフィ

### リーダー・アルバム
- Harrisburg Half Life (1980年、Moers Music)
- 『ライト・ダウン・ユア・アレイ』 -  Right Down Your Alley (1984年、Soul Note)
- 『オールド・ボトルス・ニュー・ワイン』 - Old Bottles - New Wine (1985年、Enja)
- 『イット・ジャスト・ソー・ハプンズ』 - It Just So Happens (1987年、Enja)
- 『ブルース・ブレッド・イン・ザ・ボーン』 - Blues Bred in the Bone (1988年、Enja)
- 『ホワット・ビコーズ』 - What Because (1990年、Gramavision)
- 『ウィッシュボーン』 - Wishbone (1991年、Gramavision)
- 『エヴリ・ワン・オブ・アス』 - Every One of Us (1992年、Gramavision)
- 『ビッグ・バンド・レコード』 - Big Band Record (1994年、Gramavision)
- Azurety (1994年、hat ART) ※with ハン・ベニンク、クリスティ・ドーラン
- 『ドント・モウ・ユア・ローン』 - Don't Mow Your Lawn (1994年、Enja) ※with アリゲーター・バンド
- Slideride (1994年、hat ART) ※with クレイグ・ハリス、ジョージ・ルイス、ゲイリー・ヴァレンテ
- 『ヘッズ・アンド・テイルズ』 - Heads and Tales (1995年、Enja) ※with アリゲーター・バンド
- Cheer Up (1995年、hat ART) ※with ハン・ベニンク、クリスティ・ドーラン
- Where Home Is (1998年、Enja)
- Bonemeal (2000年、Raybone)
- Ibrahim Electric Meets Ray Anderson (2005年、Sundance) ※with Ibrahim Electric
- Sweet Chicago Suite (2012年)

### ベースドラムボーン
- Wooferlo (1989年、Soul Note)
- 『ベースドラムボーン』 - Hence The Reason (1997年、Enja)
- Cooked To Perfection (1999年、Auricle)
- March Of Dimes (2002年、Data)
- The Line Up (2006年、Clean Feed)
- The Other Parade (2011年、Clean Feed)
- The Long Road (2016年、Auricle)

### スリッカフォニクス
- 『エレクトロ・プラズマ』 - Wow Bag (1982年、Enja)
- Modern Life (1984年、Enja)
- Humatonic Energy (1985年、Blue Heron)
- Check Your Head at the Door (1986年、Teldec)
- Live (1987年、Teldec)

### スーパー・トロンボーン
- Super Trombone (1995年、Sweet Basil)
- Hello young lovers (1996年、Sweet Basil)
- 『テイク・ファイヴ』 - Take Five (2001年、Videoarts Music)

### 参加アルバム
バリー・アルトシュル
- Somewhere Else (1979年、Moers)

アンソニー・ブラクストン
- Seven Compositions 1978 (1979年、Moers Music)
- Composition 98 (1981年、hatART)
- Performance (Quartet) 1979 (1981年、hatART) ※1979年録音
- Creative Orchestra (Köln) 1978 (1995年、hatART) ※1978年録音
- Composition No. 94 for Three Instrumentalists (1980) (1999年、Golden Years of Jazz) ※1980年録音

チャーリー・ヘイデン & リベレイション・ミュージック・オーケストラ
- 『イン・モントリオール』 - The Montreal Tapes: Liberation Music Orchestra (1999年、Verve) ※1989年録音
- 『ドリーム・キーパー』 - Dream Keeper (1990年、DIW)

ボビー・プレヴァイト
- Just Add Water (2001年、Palmetto)

ハンク・ロバーツ
- 『ブラック・パステル』 - Black Pastels (1988年、JMT)

ジョージ・ラッセル・ニューヨーク・バンド
- 『タイム・スパイラル』 - Live in an American Time Spiral (1983年、Soul Note)

ボブ・シール・コレクティヴ
- Lion-Hearted (1993年)

ロザンナ・ヴィトロ & ケニー・ワーナー
- The Delirium Blues Project: Serve or Suffer (2008年)